# Gefecht bei Gersdorf
Frühjahrsfeldzug 1813
Lüneburg – Möckern – Halle – Großgörschen – Gersdorf – Bautzen – Reichenbach – Nettelnburg – Haynau – Halberstadt – Luckau
Herbstfeldzug 1813

Großbeeren – Katzbach – Dresden – Hagelberg – Kulm – Dennewitz – Göhrde – Altenburg – Wittenberg – Wartenburg – Liebertwolkwitz – Leipzig – Torgau – Hanau – Hochheim – Danzig
Winterfeldzug 1814

Épinal – Colombey – Brienne – La Rothière – Champaubert – Montmirail – Château-Thierry – Vauchamps – Mormant – Montereau – Bar-sur-Aube – Soissons – Craonne – Laon – Reims – Arcis-sur-Aube – Fère-Champenoise – Saint-Dizier – Claye –  Paris
Sommerfeldzug von 1815

Quatre-Bras – Ligny – Waterloo – Wavre – Paris
Nach der Niederlage der Preußen und Russen gegen die napoleonischen Truppen bei der Schlacht von Großgörschen am 2. Mai 1813 zogen sich die Verbündeten Richtung Meißen und Dresden zurück. Dabei kam es am 5. Mai 1813 zum Gefecht bei Gersdorf (einem Ortsteil von Hartha, auch Gefecht bei Colditz genannt). Diese Schlacht gehört zu den Befreiungskriegen in Mitteleuropa (auch Koalitionskriege genannt) des Sechsten Koalitionskriegs.

## Vorgeschichte
Die sich nach der Schlacht von Großgörschen am 2. Mai 1813 auf dem Rückzug befindlichen Truppen der Verbündeten setzen sich in Richtung Elbe ab. Dabei war dem vereinigten Korps von General York und General Blücher der Weg über Colditz, Leisnig, Döbeln und General Miloradowitsch der Weg über Rochlitz, Waldheim, Nossen vorgeschrieben.
Zur Deckung ihres Marsches von Colditz nach Leisnig wurde die erste Brigade unter Oberstleutnant von Steinmetz (von Steinmetz führte in Vertretung des verwundeten Generals Hünerbein die erste Brigade) in Colditz zurückgelassen. Von Steinmetz hatte also den Auftrag, die Franzosen so lange in Colditz aufzuhalten, bis das Korps in Leisnig über die dortige Brücke marschiert war und General Miloradowitsch die Mulde in Rochlitz passiert hatte.
Die Verteidigung der Brücke in Colditz, die zuvor schon in Brand gesteckt worden war, wurde dem Major Rudolphi mit einem Bataillon Infanterie, einem Detachement freiwilliger Jäger und zwei Kanonen übertragen.
Die Truppen des Vizekönigs Eugène de Beauharnais mit der 36. französischen Infanteriedivision unter General Henri François Marie Charpentier (1769–1831) und der 35. französischen Infanteriedivision unter General Gerard des 11. Korps unter Marschall MacDonald stießen von Borna nach Colditz vor. Ihr Ziel war es, die verbündeten Truppen auf dem Rückzug zu stellen.

## Verlauf des Gefechtes

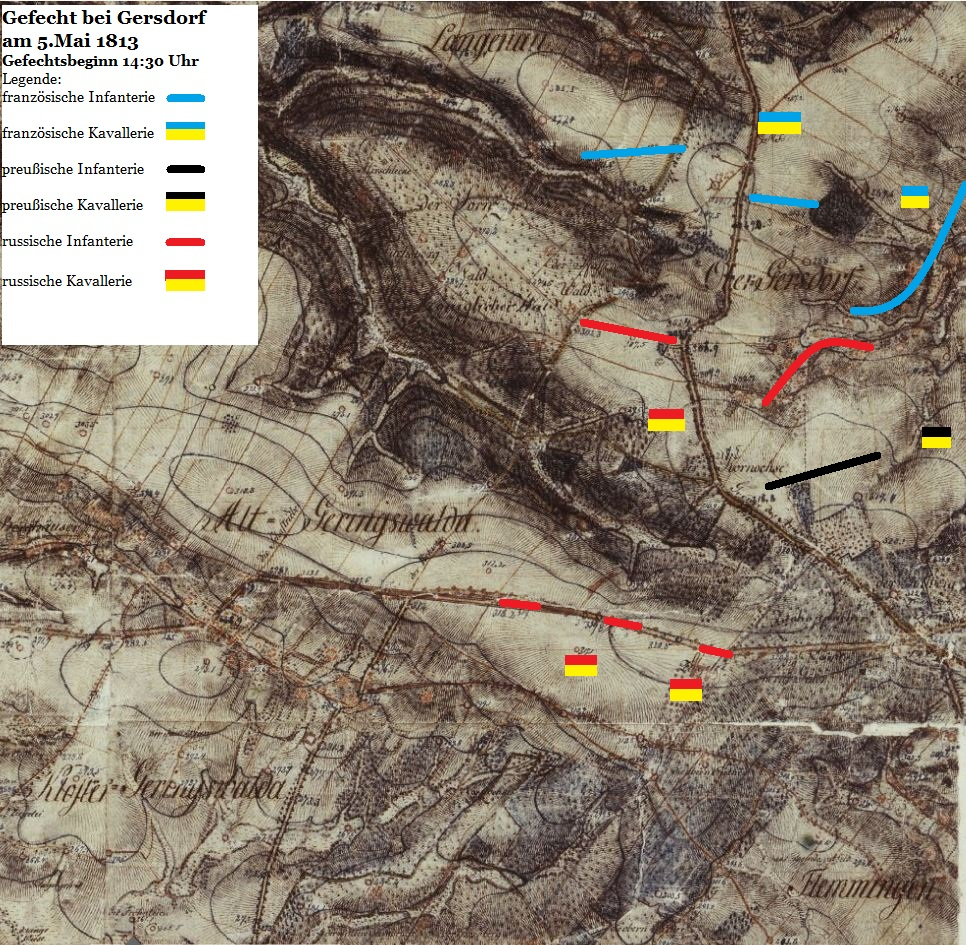
Beginn des Gefechtes 14:30 Uhr

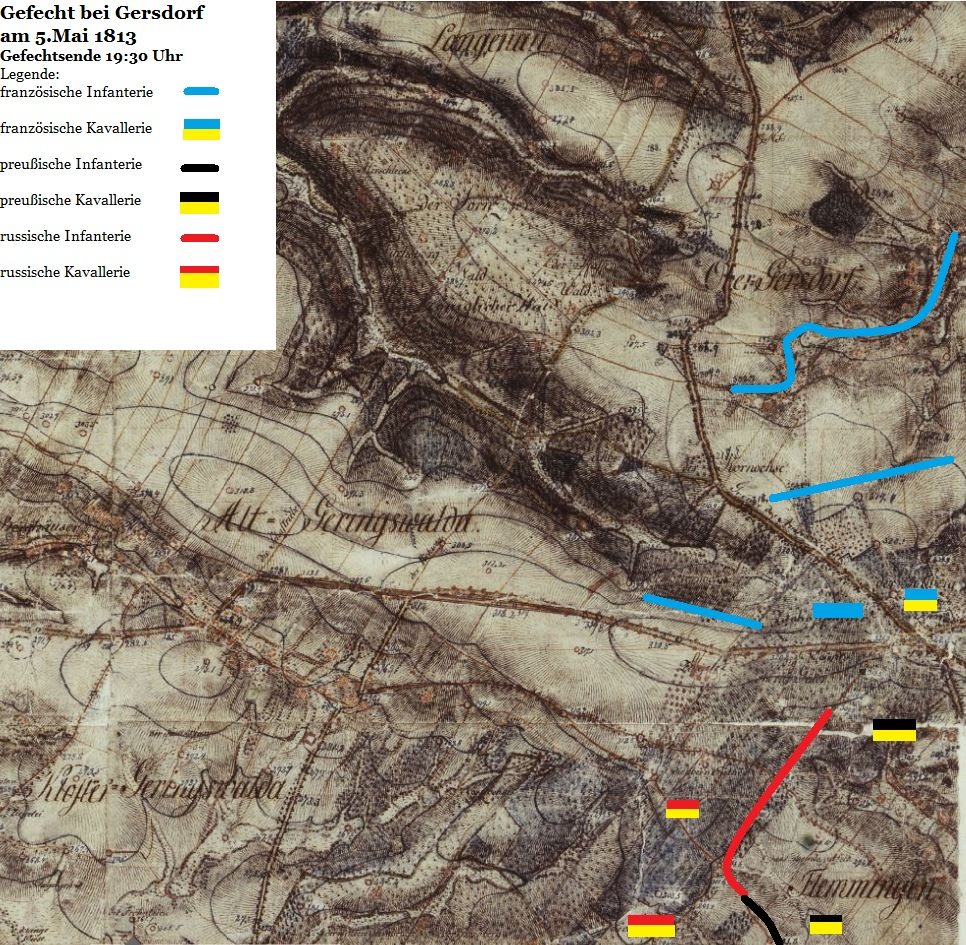
Gefechtsende 19:30 Uhr

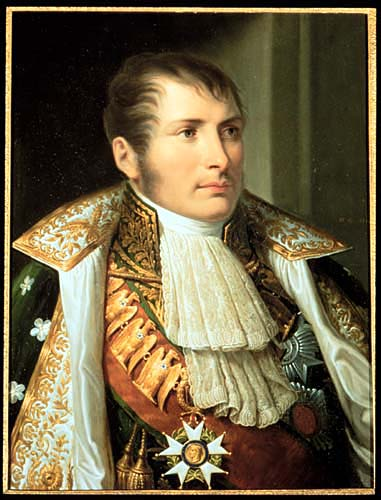
Eugène de Beauharnais (1810)

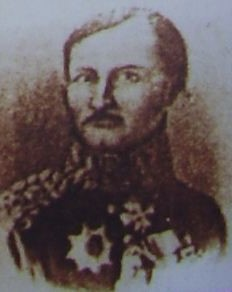
Oberstleutnant von Steinmetz

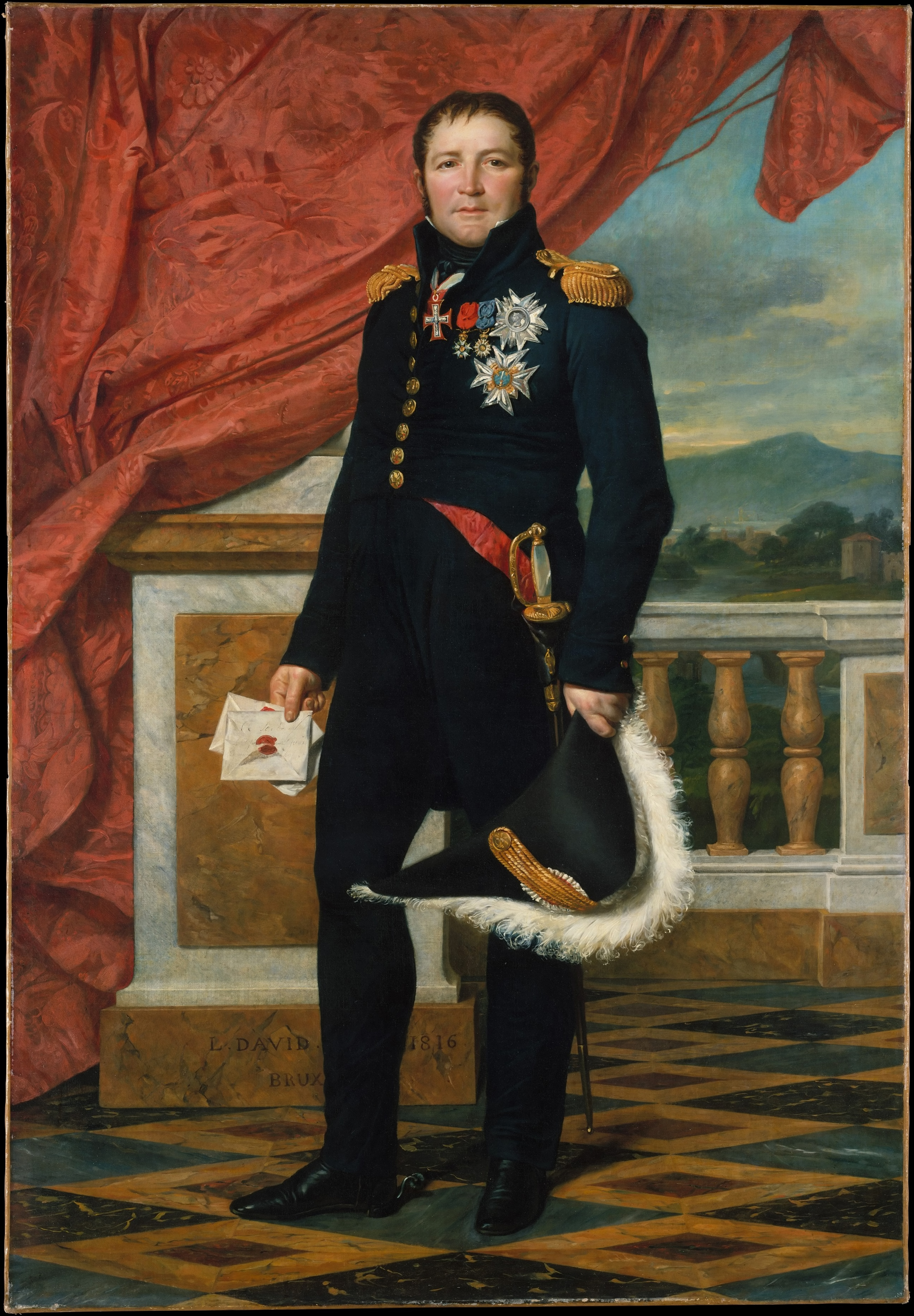
General Gerard

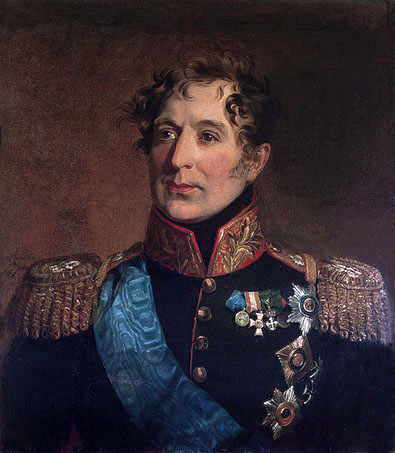
General Miloradovich

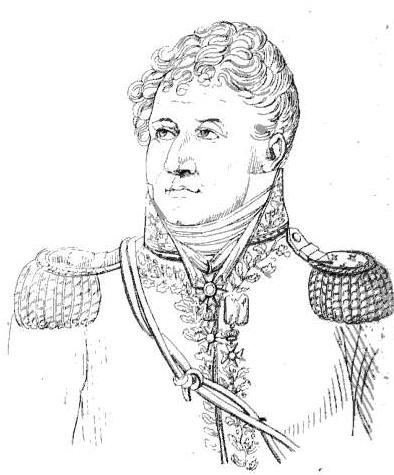
General Fressinet

Die von Borna schnell vorrückenden französischen Truppen erreichten am 5. Mai 1813 um 9:00 Uhr Colditz und versuchten, die Mulde zu überqueren. Da die Brücke angezündet wurde und die preußischen Truppen das Ufer verteidigten, begann sogleich auf beiden Seiten heftiges Artilleriefeuer. Die Preußen verteidigten ihre Stellung so hartnäckig, dass der Vizekönig davon absehen musste, den Übergang mit Gewalt zu erzielen. Stattdessen sandte er eine Reiterpatrouille stromabwärts aus, eine Furt zu suchen. Bald kam die Meldung zurück, dass bei Sermuth eine solche vorhanden sei.
Daraufhin umging Eugène mit der Division Charpentier nördlich Colditz und durchquerten die Mulde an der Furt in Sermuth. Schnell stießen die Franzosen über Collmen nach Commichau, brachten 20 Kanonen in Stellung und stießen weiter auf die Leisniger Straße zu. Dieser schnell ausgeführte Flankenmarsch brachte die noch auf dem Marsch nach Leisnig befindlichen Preußen, insbesondere die Brigade von Steinmetz in Bedrängnis. Wenn es gelungen wäre, sich zwischen das abziehende Gros und die Brigade von Steinmetz zu schieben, wäre es um die Brigade geschehen. Sie wäre entweder aufgerieben worden oder in Gefangenschaft geraten. Eine weitere Gefahr war auch, dass die Franzosen bei Erreichen des Harthaer Kreuzes den Rückzugsweg von Miloradowitsch nach Waldheim verhindern und ihn sogar vom restlichen Heer hätten abschneiden können.
Um der drohenden Einkesselung zu entgehen, zog sich die Brigade von Steinmetz unter starkem Gefecht und Kartätschenfeuer in der Flanke auf die Colditzer Straße Richtung dem Harthaer Kreuz zurück. Der von der Rochlitzer Straße kommende General Miloradowitsch bemerkte die missliche Lage, in der die Brigade steckte. Sofort schickte er ein Detachement unter Generalleutnant Graf St. Priest mit der 2. Grenadierdivision, dem Leibgarde Ulanen-Regiment und zwei Kompanien Artillerie den Preußen zu Hilfe.
Da die Preußen Colditz geräumt hatten, konnten die Franzosen ungehindert die Brücke löschen und von Sappeuren reparieren lassen. So konnten ab 11:00 Uhr die 35. Division Gerard und die inzwischen auch in Colditz eingetroffene 31. Division von General Fressinet die Mulde überqueren und blieben den Preußen dicht auf den Fersen. Um die Mittagszeit erreichten ca. 5.000 Preußen und ca. 4.500 Russen die Colditzer Straße bei Gersdorf und vereinigten sich, um hier eine Verteidigungsstellung aufzubauen.
Die französischen Divisionen Fressinet mit 4.500 Mann und Gerard mit 6.500 Mann erreichten ein Waldstück westlich von Gersdorf und machten Halt. Ein sofortiger Angriff wurde nicht in Erwägung gezogen, da man noch auf das Eintreffen der 36. Division Charpentier mit 7.500 Mann wartete. Bis 14:00 Uhr entwickelten sich die französischen Truppen wie folgt:

Beim Dorf Langenau bildete die Division Fressinet den rechten Flügel. Die Division Gerard bildete hinter Schönerstädt an der Colditzer Straße das Zentrum und die vom Flankenmarsch von Commischau links anrückende Division Charpentier bildete den linken Flügel. In der Reserve hinter dem Wald stand das 1. Kavalleriekorps unter General Latour-Maubourg mit 1.500 Reitern.
Die Verbündeten zogen auf den linken Flügel und in das Zentrum die 2. russische Grenadierdivision von St. Priest mit 3.400 Mann. Im Zentrum stand die 1. russische Batterie und das russische Leib-Garde-Ulanenregiment. Hinter Obergersdorf bildete die Brigade von Steinmetz mit 4.500 Mann, sowie das 2. Leib Husaren Regiment unter Major von Kall mit 300 Mann den rechten Flügel. Als vorgeschobener rechter Flügel wurde ein russisches Jägerregiment mit 500 Mann und das Litthauische Dragoner-Regiment mit 200 Mann in Gersdorf aufgestellt. Als Reserve standen in Hartha ein russisches Ulanenregiment, zwei russische Jägerregimenter mit 1.500 Mann, zwei Kosakenregimenter mit 1.000 Mann unter General Lissanjewitsch und eine russische Batterie mit 100 Mann unter Oberst Sipjagin.
Nachdem Eugène seine beiden Divisionen wieder vereinigt hatte, gab er um 14:30 Uhr MacDonald den Befehl zum Angriff. Der begann mit einer heftigen Kanonade aus 40 Geschützen auf die preußisch-russischen Stellungen. Die Verbündeten erwiderten daraufhin das Feuer aus 20 Rohren. Nach der etwa 30 Minuten dauernden Kanonade rückten in lockerer Formation 10 französische Bataillone frontal auf die preußisch-russischen Infanterielinien vor. Nach beiderseits wirkungsvollem Gewehrfeuer kam es zur Bajonettabwehr durch die Verbündeten. Während des dadurch entstandenen kurzzeitigen Rückzugs der Divisionen Gerard und Freissignet stießen preußische Husaren und russische Ulanen erfolgreich vor.
Dadurch erfolgte wiederum ein großer französischer Gegenangriff mit 1.000 Pferden auf die Stellungen der Verbündeten. Das Kavalleriekorps von Latour-Maubourg trieb die preußischen Leibhusaren und russischen Ulanen auf ihre Ausgangsstellungen zurück. Daraufhin zog sich die Linieninfanterie und Artillerie auf die Höhen des Harthaer Kreuzes zurück.
Zur gleichen Zeit rückten mehrere Bataillone der Division Charpentier auf Gersdorf vor. Die im Häuserkampf erfahrenen Franzosen eroberten Gersdorf und vertrieben die dortigen Preußen. Letztere zogen sich unter großen Verlusten zuerst in das Oberdorf und dann auf das Harthaer Kreuz zurück. Die Brigade Simmer aus der Division Charpentier erreichte um 16:30 Uhr die Leisniger Straße. Von der Straße wie auch dem Höhenzug aus schnitt man der Brigade von Steinmetz den Rückzugsweg nach Döbeln ab. Ein Rückzug war somit nur noch mit den Russen über Waldheim möglich.
Beinahe wäre das Gefecht zu einer Niederlage der Verbündeten geworden, da traf General Miloradowitsch selbst mit neuen Truppen auf dem Gefechtsfeld ein. Die Jägerbrigade unter General Karpenko mit dem 1., 33. und 37. Jägerregiment warf die Franzosen aufs Neue zurück. Auch die übrige Infanterie des Korps Miloradowitsch gewann große Vorteile gegen die Franzosen, die für einige Zeit aufgehalten wurden. Doch dem immer größer werdenden Druck der Franzosen konnten sie nicht lange standhalten. Die eiligst nachgerückte französische Kavallerie und Artillerie kanonierte noch auf die Richtung Waldheim gestaffelt abziehende Brigade von Steinmetz und die 2. russischen Infanteriedivision samt deren Jägereinheiten. Um 18:30 Uhr brach der Vizekönig den Kampf ab, weil seine Truppen auch auf Grund der einbrechenden Dunkelheit nicht mehr vorankamen.

## Bewertung des Gefechtes
Das Gefecht hatte keinen Sieger, aber die Verbündeten hatten einen leichten Vorteil, denn durch den zähen Widerstand und ihre mehrfach mit frischen Truppen erfolgten Angriffe wurden die Franzosen gehindert, das zu erreichen, was sie als Tagesziel erstrebten. Weder gelang ihnen das eine, die Brigade von Steinmetz abzuschneiden und durch Vernichtung oder Gefangennahme dem Heere des Gegners zu entziehen, noch das andere, dem letzten Teil der russischen Armee den Übergang der Zschopau in Waldheim zu verwehren. Die Franzosen mussten in Gersdorf und auf dem Harthaer Kreuz biwakieren und Eugène bezog das Gersdorfer Pfarrhaus.
Da das Gefecht sehr hartnäckig geführt wurde, gab es auf beiden Seiten viele Tote und Verwundete. Nach preußischen Angaben sollen 250 Preußen und 337 Russen gefallen sein. Rund 400 Verwundete wurden vom Schlachtfeld getragen, wovon noch viele in den folgenden Tagen in Waldheim verstarben. Die Franzosen sollen nach preußischen Angaben 700 bis 800 Mann verloren haben. Verlässliche russische Angaben fehlen.

Im Bericht des Vizekönigs schwindelte dieser Napoleon vor, dass er einen Verlust von 100 Toten und von 600 bis 700 Verwundeten habe, der Feind hingegen hätte 500 bis 600 Tote, 1500 Verwundete und 100 Gefangene verloren. Kaiser Napoleon war mit dem Erfolg keineswegs zufrieden und schrieb aus Colditz zurück:

„l’Empereur au Vice-Roi

Colditz, 6 Mai 1813, 3 heures et demie du matin

Mon fils, la journée d’hier aurait été belle, si vous m’aviez envoyé 3000 prisonniers. Comment dans des gorges et dans un pays où la cavalerie de l’ennemi est inutile, ne m’envoyez-vous personne?
Der Kaiser an den Vizekönig

Colditz, 6. Mai 1813, halb 4 Uhr früh

Mein Sohn, der gestrige Tag wäre schön gewesen, wenn Du mir 3000 Gefangene geschickt hättest. Wie geht es zu, daß in den tiefen Tälern und einem Lande, wo die feindliche Reiterei nicht verwendbar ist, Du mir niemanden schickst?“

Alle Verwundeten (Franzosen, Preußen und Russen) wurden zunächst in Gersdorf versorgt und am nächsten Tag nach Hartha, Waldheim und Colditz verlegt. Die über 1.000 Gefallenen wurden in und um Gersdorf in Massengräbern beerdigt.
Am 6. Mai inspizierte Napoleon von Colditz kommend das Gefechtsfeld. Anschließend ritt er weiter über Flemmingen und Hartha nach Waldheim.
Die Russen und die Brigade Steinmetz handelten sich durch das Gefecht bei Gersdorf die alleinige Verfolgung der Franzosen bis Dresden ein, während die Hauptarmee unbehelligt die Elbe in Meißen passieren konnte. In den folgenden Tagen kam es noch zweimal zu einzelnen Aufeinandertreffen von Eugènes Truppen und den Nachhuten, so am 6. Mai 1813 in Etzdorf und am 7. Mai 1813 nahe Wilsdruff.

## Namentlich bekannte Verwundete und Opfer des Gefechtes
- Georg Friedrich von Kall, Major und Regimentsführer des 2. Leib-Husaren-Regiments, verwundet, in Hartha verstorben und auf dem Friedhof in Waldheim beerdigt
- von Zastrow, Major und Regimentsführer des 9. Infanterieregiments (Kolberger Regiment),[16] verwundet
- von Werder, Secondeleutnant im 9. Infanterieregiment (Kolberger Regiment),[16] gefallen.

## Gedenksteine zum Gefecht
- Gedenkstein zum Gefecht: Der Gedenkstein wurde am 5. Mai 1913 an der heutigen Bundesstraße 176 in der Nähe von Gersdorf errichtet. Ihn zieren eine Kanonenkugel, zwei gekreuzte Schwerter und das Datum 5. Mai 1813.
- Napoleonstein: Der Napoleonstein steht in Waldheim auf der Kriebsteiner Straße am Zschopauufer. Auf diesem Stein hat am 6. Mai 1813 Napoleon gesessen und den Zschopau-Übergang seiner Truppen beobachtet. Die Inschrift wurde nach dem Jahr 1870 angebracht.
- Grab von Georg Friedrich von Kall: Major von Kall, Kommandeur des 2. Leib-Husaren-Regiments, wurde am 5. Mai 1813 auf dem Gefechtsfeld von Gersdorf von einer Kanonenkugel getroffen und verstarb in Hartha. Auf dem Waldheimer Friedhof wurde er begraben. 1913 wurde sein Grab wieder hergerichtet und mit einer Steinplatte versehen.

|  |  |  |  |  |  |  |